# Chersomanes

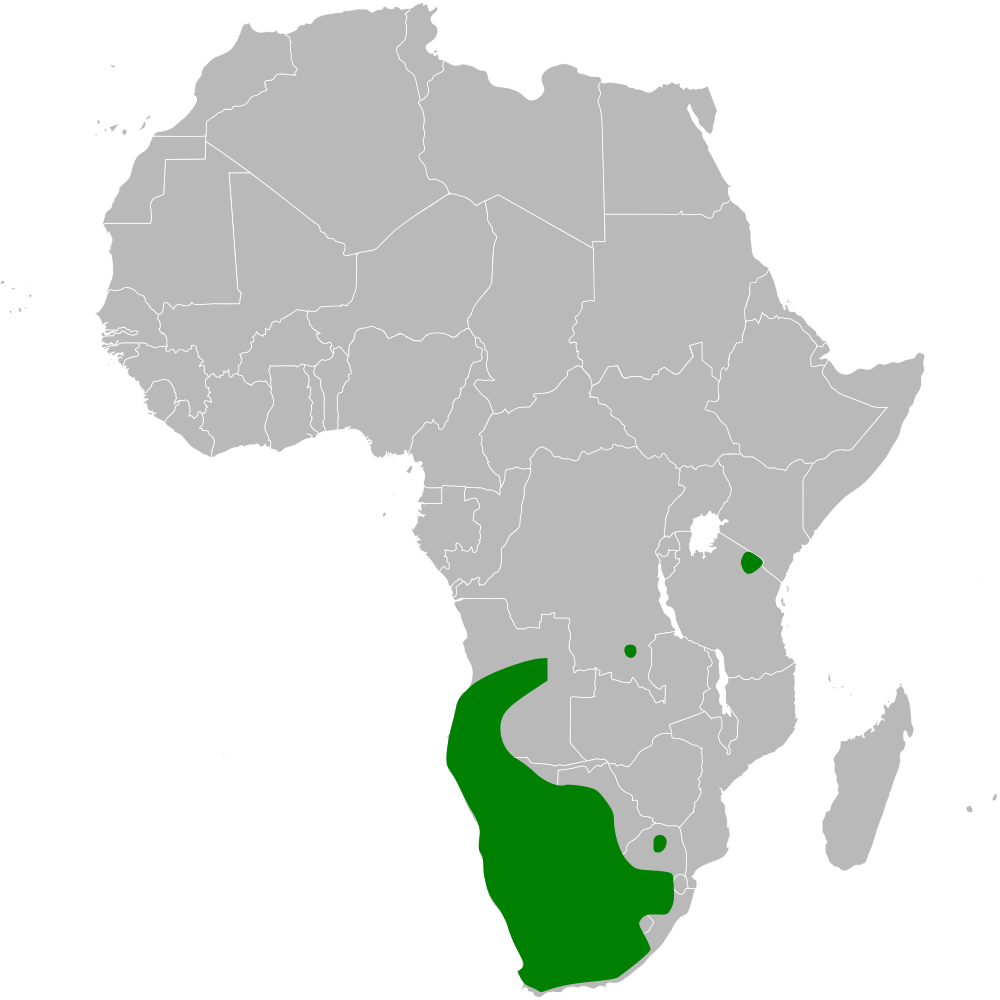
Verbreitungskarte der Gattung Chersomanes

Chersomanes ist eine Gattung der Lerchen. Es gehören zwei Arten zu der Gattung. Eine deutsche Bezeichnung hat sich für diese Gattung bislang nicht eingebürgert.
Bei beiden Arten handelt es sich um hochbeinige und kurzschwänzige kleine Lerchen, die zwischen 15 und 20 Prozent kleiner als eine Feldlerche sind. Ihr Verbreitungsgebiet ist der Süden Afrikas sowie der Nordwesten Tansanias.

## Merkmale
Wie bei vielen Lerchenarten besteht auch bei den Vertretern dieser Gattung kein auffallender Geschlechtsdimorphismus. Beiden Arten nehmen eine auffallend aufrechte Körperhaltung ein und ähneln sich auch äußerlich.

## Arten
Die folgenden rezenten Arten werden zu der Gattung gerechnet:
- Zirplerche (Chersomanes albofasciata (Lafresnaye, 1836))
- Beesleylerche (Chersomanes beesleyi Benson, 1966), die früher als Unterart der Zirplerche galt.